# Eduardo Campoy
Eduardo Campoy Sanz-Orrio (nascut el 21 de setembre de 1955) és un productor de cinema espanyol. També ha treballat com a director.

## Vida i carrera
Eduardo Campoy Sanz-Orrio va néixer a Lleó el 21 de setembre de 1955. El 1981 va codirigir el seu primer llargmetratge com a director, Copia cero, però finalment es va inclinar cap a una carrera com a productor a la indústria cinematogràfica, fundant Cartel ('Creativos Asociados de Radio y Televisión S.A.') el 1987. El van seguir Demasiado corazón (1992) i Al límite (1997). Ha produït més de 70 pel·lícules, entre elles Sólo quiero caminar, La niña de tus ojos i La teta i la lluna, amb Álamo Producciones Audiovisuales altres com Un franco, 14 pesetas, El mejor verano de mi vida, i Hasta que la boda nos separe.
El 1998 es va casar amb Mabel Lozano. Va exercir com a president de la Federació d'Associacions de Productors Audiovisuals d'Espanya (FAPAE) entre 1999 i 2003.
El 2009, Campoy va exercir com a president interí de l'Acadèmia de les Arts i les Ciències Cinematogràfiques d'Espanya. Als XXIX Premis Cinematogràfics José María Forqué el desembre de 2023 li fou atorgada la medalla d'honor.